# 389-я стрелковая дивизия
389-я стрелковая дивизия — соединение Вооружённых Сил СССР в Великой Отечественной войне.

## Боевой путь
Сформирована в октябре 1941 г. в составе 53-й армии Среднеазиатского военного округа согласно постановлению ГКО СССР от 11.08.1941 г. № 459сс. Формировал дивизию полковник И.М. Савин.
В действующей армии с 15.05.1942 г. по 11.05.1945 г.
Боевое крещение 389-я стрелковая дивизия приняла 23 августа 1942 г.
Дивизия принимала участие в Битве за Кавказ, освобождении Чечено-Ингушетии, Северной Осетии, Кабардино-Балкарии, Ставропольского и Краснодарского края с выходом к Азовскому морю, прорыве «Голубой линии», в освобождении Тамани, Житомирско-Бердичевской операции, Львовско-Сандомирской операции, Висло-Одерской операции, Нижне-Силезской наступательной операции, Берлинской наступательной операции, Пражской операции. Один полк дивизии принимал участие в Темрюкском десанте в сентябре 1943 года.
Освобождала города: Ардон, Армавир, Славянск-на-Кубани, Крымск, Темрюк, Бердичев, Горохов, Сокаль, Глогау (Глогув), Кельце, Нейштедтель (Нове-Мястечко), Острув (Острув-Велькопольски), Фрейштадт (Кожухув), Котбус.
Форсировала реки: Терек, Ардон, Малка, Большой Зеленчук, Кубань, Западный Буг, Висла, Пилица, Одер, Нейсе, Шпрее, Эльба.
Указом Президиума Верховного Совета СССР от 9 августа 1944 года за образцовое выполнение заданий командования в боях с немецкими захватчиками при прорыве обороны немцев на Львовском направлении, проявленные при этом доблесть и мужество награждена Орденом Красного Знамени.

## Полное название
389-я стрелковая  Бердичевско-Келецкая, Краснознамённая, орденов Суворова и Богдана Хмельницкого дивизия

## Состав
- 545 стрелковый полк
- 1277 стрелковыйполк
- 1279 стрелковый полк
- 950 артиллерийский полк
- 454 отдельный истребительно-противотанковый дивизион
- 775 отдельный миномётный батальон
- 465 отдельная рота химической защиты
- 667 отдельный сапёрный батальон
- 472 отдельный медико-санитарный батальон
- 838 отдельный батальон связи
- отдельный учебный батальон
- 1419 полевая почтовая станция
- 758 полевая касса Государственного банка
- 510 зенитная батарея (до 04.05.1943 г.)
- 674 отдельный зенитный дивизион
- 449 отдельная разведывательная рота
- 810 дивизионный ветеринарный лазарет
- 502 автотранспортная рота
- 492(254) полевая хлебопекарня[4]

## Подчинение
| Дата            | Фронт (округ)                 | Армия                 | Корпус (группа)                    | Примечания |
| --------------- | ----------------------------- | --------------------- | ---------------------------------- | ---------- |
| 01.10.1941 года | Среднеазиатский военный округ | 53-я армия            |                                    |            |
| 01.11.1941 года | Среднеазиатский военный округ | 53-я армия            | 58-й стрелковый корпус             |            |
| 01.01.1942 года | Среднеазиатский военный округ | 53-я армия            | 58-й стрелковый корпус             |            |
| 01.06.1942 года | Закавказский фронт            | 46-я армия            |                                    |            |
| 01.09.1942 года | Закавказский фронт            | 9-я армия             | Северная группа войск              |            |
| 01.10.1942 года | Закавказский фронт            | 44-я армия            |                                    |            |
| 01.12.1942 года | Закавказский фронт            | 9-я армия             | Северная группа войск              |            |
| 01.02.1943 года | Северо-Кавказский фронт       | 37-я армия            |                                    |            |
| 01.08.1943 года | Северо-Кавказский фронт       | Фронтовое подчинение  | 22-й стрелковый корпус             |            |
| 01.11.1943 года | Резерв Ставки ВГК             |                       |                                    |            |
| 01.12.1943 года | 1-й Украинский фронт          | 18-я армия            | 101-й стрелковый корпус            |            |
| 01.01.1944 года | 1-й Украинский фронт          | Фронтовое подчинение  |                                    |            |
| 01.02.1944 года | 1-й Украинский фронт          | 38-я армия            | 17-й гвардейский стрелковый корпус |            |
| 01.03.1944 года | 1-й Украинский фронт          | Фронтовое подчинение  |                                    |            |
| 01.04.1944 года | 1-й Украинский фронт          | 13-я армия            | 76-й стрелковый корпус             |            |
| 01.05.1944 года | 1-й Украинский фронт          | 3-я гвардейская армия | 21-й стрелковый корпус             |            |
| 01.06.1944 года | 1-й Украинский фронт          | 3-я гвардейская армия | 22-й стрелковый корпус             |            |
| 01.01.1945 года | 1-й Украинский фронт          | 3-я гвардейская армия | 76-й стрелковый корпус             |            |
| 01.04.1945 года | 1-й Украинский фронт          | 3-я гвардейская армия |                                    |            |
| 01.05.1945 года | 1-й Украинский фронт          | 3-я гвардейская армия | 21-й стрелковый корпус             |            |

## Командиры
- Буняченко, Сергей Кузьмич (30.03.1942 — август 1942 года), полковник.
- Красновский, Серафим Андрианович (август 1942 года — 04.09.1942), подполковник, исполняющий обазанности командира дивизии.
- Колобов, Леонид Александрович (05.09.1942 — 11.05.1945), подполковник, полковник, с 13.09.1944 генерал-майор.

## Награды и наименования
| Награда (наименование)                | Дата                                                         | За что награждена |
| ------------------------------------- | ------------------------------------------------------------ | --- |
| Почётное наименование «Бердичевская»  | Приказ ВГК № 56 от 06.01.1944                                | За отличие в боях за освобождение города Бердичев. |
| Орден Красного Знамени                | 9.08.1944                                                    | награждена указом Президиума Верховного Совета СССР от 9 августа 1944 года за образцовое выполнение заданий командования в боях с немецкими захватчиками при прорыве обороны немцев на Львовском направлении и проявленные при этом доблесть и мужество                  |
| Почётное наименование «Келецкая»      | Приказ ВГК № 012 от 19.02.1945                               | За отличие в боях по взятию города Кельце. |
| Орден Суворова II степени             | Указ Президиума Верховного Совета СССР от 5 апреля 1945 года | За образцовое выполнение заданий командования в боях с немецкими захватчиками при овладении городами Нейштедтель, Нейзальц, Фрейштадт, Шпроттау, Гольдберг, Яуер, Штригау и проявленные при этом доблесть и мужество.                                                    |
| Орден Богдана Хмельницкого II степени | 4.06.1945                                                    | награждена указом Президиума Верховного Совета СССР от 4 июня 1945 года за образцовое выполнение заданий командования в боях с немецкими захватчиками при ликвидации группы немецких войск, окружённой юго-восточнее Берлина и проявленные при этом доблесть и мужество. |

Награды частей дивизии:
- 545 стрелковый Краснознамённый[9], орденов Богдана Хмельницкого[10] и Александра Невского[11] полк
- 1277 стрелковый Одерский[12] Краснознамённый[9], ордена Александра Невского[10] полк
- 1279 стрелковый Краснознамённый[9], орденов Богдана Хмельницкого[10] и Александра Невского[11] полк[13]
- 950 артиллерийский Сандомирский[14] орденов Кутузова[9], Богдана Хмельницкого[10] и Александра Невского[11] полк
- 454 отдельный истребительно-противотанковый орденов Богдана Хмельницкого[9] и Красной Звезды[15] дивизион

## Отличившиеся воины дивизии
- Генерал-лейтенант Колобов, Леонид Александрович — командир дивизии, Герой Советского Союза. (23.09.1944)
- Майор Батышев, Сергей Яковлевич — командир батальона 545-го стрелкового полка, Герой Советского Союза. (23.09.1944)
- Младший сержант Молдабаев, Ережепбай — командир отделения 545-го стрелкового полка Герой Советского Союза. (23.09.1944)
- Старший сержант Литвиненко, Тихон Петрович — командир отделения, парторг 7-й роты 545-го стрелкового полка Герой Советского Союза. (23.09.1944)
- Капитан Швец, Ульян Евстафьевич — командир 3-го батальона 545-го стрелкового полка Герой Советского Союза. (23.09.1944)
- Старший лейтенант Сергеев, Иван Николаевич — командир роты 545-го стрелкового полка Герой Советского Союза. (23.09.1944)
- Старший лейтенант Автандилян, Темик Оганесович — командир роты, 545-го стрелкового полка Герой Советского Союза. (27.06.1945)
- Младший сержант Литвиненко, Николай Владимирович — командир отделения, 545-го стрелкового полка Герой Советского Союза, (Указ Президиума ВС СССР от 23.09.1944), лишён звания Героя Советского Союза 14 октября 1947 года.
- Полковник Колдубов, Михаил Ильич — начальник штаба 389-й стрелковой дивизии с января 1943 года по август 1943 года, Герой Советского Союза (29.6.1945), (звание Героя Советского Союза присвоено гвардии генерал-майору Колдубову в составе 128-й гвардейской стрелковой дивизии).
- Подполковник Грибов, Пётр Иванович — начальник штаба 389-й стрелковой дивизии в августе-сентябре 1943 года, Герой Советского Союза (28.4.1945), (звание Героя Советского Союза присвоено гвардии полковнику Грибову П. И. в составе 6-й гвардейской мотострелковой бригады).
- Рядовой Фролов, Никита Васильевич — разведчик взвода пешей разведки 1277-го стрелкового полка. Полный кавалер Ордена Славы (13.08.1944, 16.02.1945, 27.06.1945).[16].
- Сержант Соловьёв, Иван Николаевич — разведчик 449-й отдельной разведывательной роты 389 стрелковой дивизии. Полный кавалер Ордена Славы (19.08.1944, 25.10.1944, 10.04.1945)..
- Старший сержант Дыров, Андрей Яковлевич — командир расчёта 45-мм пушки 1279-го стрелкового полка 389 стрелковой дивизии. Полный кавалер Ордена Славы (11.02.1944, 10.11.1944, 27.06.1945)..
- Старшина Саенко, Гавриил Емельянович — пулемётчик пулемётной роты 545-го стрелкового полка 389 стрелковой дивизии. Полный кавалер Ордена Славы (26.08.1944, 25.10.1944, 10.04.1945)..
- Старший сержант Астафуров, Константин Алексеевич — начальник радиостанции 838-й отдельного батальона связи 389 стрелковой дивизии. Полный кавалер Ордена Славы (03.02.1944, 19.08.1944, 27.06.1945).[17].

## Память
- Музей боевой славы 389-й стрелковой дивизии в Стерлитамакском химико-технологическом колледже (Республика Башкортостан, город Стерлитамак)[18].
- Экспозиция, посвящённая воинам 389-й стрелковой дивизии в музее аграрного лицея в селе Большие Низгирцы, Бердичевского района[19].
- Экспозиция, посвящённая воинам 389-й стрелковой дивизии в музее школы №-17 города Бердичев[20].